# Groupe classique
En mathématiques, les groupes classiques sont différentes familles de groupes de transformations liées à l'algèbre linéaire, principalement les groupes linéaires, orthogonaux, symplectiques et unitaires. 
Ces groupes peuvent aussi être présentés comme groupes de matrices inversibles, et des quotients de ceux-ci. Les groupes matrices carrées d'ordre n (GL(n, R)), GL(n, C)), le groupe des matrices orthogonales d'ordre n (O(n)) et le groupe des matrices unitaires d'ordre n (U(n)) sont des exemples explicites de groupes classiques.
À tout groupe classique, on peut associer une ou plusieurs géométries dite classiques, dans l'esprit du programme d'Erlangen de Felix Klein. Réciproquement, les groupes associés aux géométries classiques sont des groupes classiques (ou liés à ceux-ci).
Sans contexte ou qualificatif, l'expression groupe classique est ambiguë. Dans certains contextes, on peut lever l'ambiguïté : il y a les groupes de Lie simples classiques et les groupes algébriques simples classiques, ainsi que les groupes finis simples classiques.
L'expression groupe classique aurait été créée par Hermann Weyl, et c'est lui qui l'a popularisée dans son traité The Classical Groups.
Dans ce qui suit, les corps ne sont pas supposés être commutatifs.
Dans ce qui suit, tous les espaces vectoriels sont supposés être de dimension finie non nulle.

## Groupes classiques de base

### Groupes linéaires, orthogonaux, symplectiques ou unitaires
Les principaux exemples de groupes classiques sont les suivants.
- Le groupe général linéaire GL(E) d'un espace vectoriel E de dimension finie non nulle sur un corps D.
- Le groupe orthogonal O(q) d'une forme quadratique non dégénérée q sur un espace vectoriel E de dimension finie supérieure ou égale à 2 sur un corps commutatif K. Si la caractéristique du corps est 2, on peut prendre une forme bilinéaire symétrique plutôt qu'une forme quadratique.
- Le groupe symplectique Sp(φ) d'une forme bilinéaire alternée non dégénérée φ sur un espace vectoriel E de dimension finie paire supérieure ou égal à 2 sur un corps commutatif K.
- Soient D un corps, J un antiautomorphisme de D tel que J² est l'identité de D (on peut prendre pour D le corps des nombres complexes ou le corps des quaternions de Hamilton et J la conjugaison de ce corps), E un espace vectoriel de dimension finie non nulle sur D, φ une forme sesquilinéaire non dégénérée sur E relativement à J, qui est hermitienne ou antihermitienne (c'est-à-dire telle que, si ε = 1 ou ε = -1, φ(y, x) = εJ(φ(x, y)) pour tout x et y dans E). Alors le groupe des éléments f de GL(E) tel que φ(f(x), f(y)) = φ(x, y) est un groupe classique. On l'appelle groupe unitaire de φ et on le note U(φ). Si J est l'identité (et alors D est commutatif), alors φ est symétrique ou alternée et alors, si la caractéristique de K est différente de 2, U(φ) est le groupe orthogonal ou symplectique de φ, suivant le cas. En caractéristique 2, on peut généraliser cet exemple, pour inclure le groupe orthogonal d'une forme quadratique non dégénérée. Si D est le corps des quaternions, si J est la conjugaison et si φ est une forme hermitienne (resp. antihermitienne) pour J, alors U(φ) est noté Sp(φ) (resp. O(φ) ou SO(φ)).

### Sous-groupes distingués
Certains sous-groupes distingués de ces groupes sont aussi qualifiés de classiques. C'est le cas du groupe spécial linéaire SL(E) si le corps est commutatif, et de ses intersections avec le groupe orthogonal (en caractéristique différente de 2) ou le groupe unitaire, que l'on appelle groupe spécial orthogonal (SO(q) = O(q) ∩ SL(E))) ou groupe spécial unitaire (SU(φ) = U(φ) ∩ SL(E)).

### Quotients
Le quotient des groupes précédents par le groupe des homothéties qui leur appartiennent (son centre le plus souvent) est un groupe qui est aussi qualifié de classique. En particulier, les groupes suivants sont des groupes classiques (avec les notations précédentes) :
- Le groupe projectif : PGL(E) = GL(E)/Z*, où Z* est le groupe des éléments non nuls du centre Z de D (Z = D si D est commutatif);
- Si D est commutatif, le groupe projectif spécial linéaire : PSL(E) = SL(E)/S, où S est le groupe des éléments a de D tel que {\displaystyle a^{n}} = 1, où n est la dimension de E;
- Le groupe projectif orthogonal (en) : PO(q) = O(q)/{-1, 1};
- Le groupe projectif spécial orthogonal, si dim E est paire : PSO(q) = SO(q)/{-1, 1};
- Le groupe projectif symplectique : PSp(φ) = Sp(φ)/{-1, 1};
- Le groupe projectif unitaire (en) : PU(φ) = U(φ)/S, où S et le groupe des éléments a du centre de D tel que aJ(a) = 1.
- Si le corps est commutatif D, le groupe projectif spécial unitaire : PSU(φ) = SU(φ)/S, où S est le groupe des éléments a de D tel que {\displaystyle a^{n}} = 1, où n est la dimension de E.
- Dans le cas d'une forme hermitienne (resp. antihermitienne) sur espace vectoriel sur le corps H des quaternions, le groupe PU(φ) est noté PSp(φ) (resp. PO(φ) ou PSO(φ)).

## Autres groupes classiques
On définit ici d'autres groupes classiques, que l'on rencontre moins souvent, et qui seront peu utilisés dans la suite de cet article.

### Généralisations des groupes spéciaux linéaires, orthogonaux et unitaires
Lorsque le corps de base des espaces vectoriels est non commutatif, on peut étendre la définition des groupes spéciaux linéaires, et lorsque la caractéristique est égale à 2, on peut étendre la définition du groupe spécial orthogonal. Voici comment. Tous les groupes dans cette sections sont dits classiques. 

#### Groupes spéciaux linéaires
Soient D un corps, K le centre de D et E un espace vectoriel de dimension finie non nulle n sur D.
- Le sous-groupe de GL(E) engendré par les transvections vectorielles de E est un sous-groupe normal de GL(E), que l'on note EL(E), on note PEL(E) l'image canonique de EL(E) dans PGL(E) = GL(E)/Z(K)*. Si D est commutatif, on a EL(E) = SL(E) et PEL(E) = PSL(E). De plus PEL(E) et simple, sauf si n = 1, ou si n = 2 et si K = F2 ou K = F3. Certains notent ce groupe SL(E), mais il y a alors risque de confusion avec le groupe que l'on définira dans les lignes qui suivent.
- On suppose que D est de dimension finie sur K.
  - Alors la dimension de la K-algèbre A = EndD(E) est un carré d2. Il existe un surcorps commutatif L de dimension finie sur K tel que la L-algèbre L ⊗K A déduite de A par extension des scalaires de K à L est isomorphe à la L-algèbre de matrices Md(L), et alors, en composant le morphisme f ↦ 1 ⊗ f de A dans L ⊗K A, un isomorphisme de L ⊗K A sur Md(L) et la fonction U ↦ det U de Md(L) dans L, on obtient une fonction N de A = EndD(E) dans L, qui est en fait à valeurs dans K, et qui ne dépend que de E.
  - L'image d'un élément f de A par N est appelée sa norme réduite et est notée Nrd f. La fonction f ↦ Nrd f de GL(E) dans K* est un morphisme de groupes, on appelle groupe spécial linéaire de E et l'on note SL(E) le noyau de ce morphisme de groupes, qui est donc un sous-groupe normal de GL(E). On note PSL(E) son image canonique dans PGL(E) = GL(E)/K*.
  - Si D est commutatif (c'est-à-dire si D = K), alors SL(E) est le groupe des éléments f de déterminant 1 de GL(E).
  - Si D est un corps de un corps de quaternions (par exemple le corps ℍ des quaternions de Hamilton) ou si K est un corps local ou un corps global, alors SL(E) = EL(E).
  - On suppose que D est le corps ℍ des quaternions. Par restriction des scalaires (en), E peut être considéré comme un espace vectoriel complexe E0, et GL(E) est un sous-groupe de GL(E0). Pour tout élément f de GL(E) la norme réduite de f est égale au déterminant de f, considéré comme élément de GL(E0). Alors SL(E) = EL(E) = SL(E0) ∩ GL(E).

#### Groupes spéciaux unitaires
On note D un corps, K le centre de D, E un espace vectoriel sur D. On suppose qu'il existe un antiautomorphisme J de D tel que J2 est l'identité de D et soit alors φ une forme sesquilinéaire non dégénérée sur E relativement à J qui est hermitienne ou antihermitienne (voir plus haut pour les définitions). 
- On suppose que D est de dimension finie sur K (en tant que K-espace vectoriel).
  - Alors on appelle groupe spécial unitaire de φ est on note SU(φ) le sous-groupe U(φ) ∩ SL(E) de U(φ). On note PSU(φ) son image canonique dans PGL(E) = GL(E)/K*.
  - Si D est non commutatif et si l'automorphisme de K induit par J est l'identité (par exemple si K est le corps des quaternions et si J est la conjugaison de ce corps), alors on a SU(φ) = U(φ).
- On suppose que, si J est l'identité de D (et alors D est commutatif), alors φ est une forme bilinéaire alternée, à ne pas confondre avec celles qui sont antisymétriques (ce qui exclut toutes les formes bilinéaires symétriques en caractéristique différente de 2). On suppose qu'il existe des vecteurs non nuls x de E tel que φ(x, x) = 0. 
  - On note EU(φ) le sous-groupe U(φ) engendré par l'ensemble des transvections vectorielles f de E qui appartiennent à U(φ) telle que la direction L de f est isotrope pour φ (c'est-à-dire φ(x, x) = 0 pour un vecteur non nul de L). On note PEU(φ) l'image canonique de EU(φ) dans PGL(E) = GL(E)/K*.
  - Sauf un nombre fini d'exceptions à un isomorphisme près (sur certains corps finis en très basses dimensions), le groupe PEU(φ) est simple.
  - Si K est commutatif, alors EU(φ) = SU(φ), et donc PEU(φ) = PSU(φ) (qui est alors simple, sauf quelques exceptions), et si de plus J est l'identité de K, alors φ est une forme bilinéaire alternée et Sp(φ) = U(φ) = SU(φ) est inclus dans SL(E).

#### Groupes spéciaux orthogonaux
On note K un corps commutatif de caractéristique quelconque, E un espace vectoriel de dimension n sur K, q une forme quadratique non dégénérée sur E et φ la forme bilinéaire symétrique associée à q. Si la caractéristique de K est différente de 2, le groupe spécial orthogonal de q (ou de φ) est défini comme étant le groupe des éléments de O(q) dont le déterminant est 1, mais si la caractéristique de K est 2, alors le déterminant de tout élément de O(q) est 1, et il faut donc définir SO(q) différemment. Les définitions que l'on donne ici sont valables en caractéristique quelconque.
- Soit, pour tout élément f de O(q), Δ(f) l'élément de Z/2Z qu'est la classe modulo 2 de dim Im(f - IE). Alors la fonction f → Δ(f) de O(q) dans Z/2Z est un homomorphisme de groupes surjectif, et on appelle groupe spécial orthogonal de q et on note SO(q) le noyau de cet homomorphisme de groupes. On note PSO(q) l'image canonique de SO(q) dans PGL(E) = GL(E)/K* (si la caractéristique de K est différente de 2 et si n est pair, alors PSO(q) = SO(q)/{-1, 1}, et sinon PSO(q) = SO(q)/{1}). Si la caractéristique de K est différente de 2, alors SO(q) = O(q) ∩ SL(E).
- Voici une autre définition équivalente de SO(q) qui est liée aux algèbres de Clifford. Pour tout élément f de O(q), il existe un unique automorphisme Cl(f) de l'algèbre de Clifford Cl(q) de q qui prolonge f (E est identifiée à un sous-espace vectoriel de Cl(q)). Les centres de Cl(q) et de Cl0(q) sont stables par Cl(f). Si n est pair (resp. impair), alors SO(q) est défini comme étant le groupe des éléments f de O(q) tels que Cl(f) induit l'identité sur le centre Z de Cl0(q) (resp. de Cl(q)), c'est-à-dire tel que Cl(f)(z) = z pour tout élément de Z.
- Pour tout vecteur v de E tel que q(v) est non nul, la fonction x → x - φ(x, v)v/q(v) de E dans E est un élément de O(q), que l'on appelle réflexion pour φ définie par v, et on note ici rv.  (Si la caractéristique de K est 2, alors les réflexions sont des transvections vectorielles.)
- L'ensemble des rv d'un vecteur v de E tel que q(v) est non nul est une partie génératrice de O(q) (sauf si K = F2, n = 4 et si q est hyperbolique (c'est-à-dire s'il y au plan vectoriel de E sur lequel q est identiquement nul), et on exclut ce cas de la discussion). De plus tout élément SO(q) est produit d'un nombre pair de réflexions.
- Il existe un unique homomorphisme de groupes θ de O(q) dans K*/K*2 tel que, pour tout vecteur v de E tel que q(v) est non nul, θ(rv) = (-q(v).K*2. L'image d'un élément f de O(q) par θ est appelée sa norme spinorielle et est parfois notée SN(f) ou N(f). On note O'(q) (groupe orthogonal réduit de q) le groupe des éléments de SO(q) qui appartiennent au noyau de θ. On note PO'(q) l'image canonique de O'(q) dans PGL(E) = GL(E)/K*.
- S'il y a un vecteur non nul v de E tel que q(v) = 0, alors O'(q) est le groupe dérivé Ω(q) de O(q), et donc PO'(q) est le groupe dérivé PΩ(q) de PO(q).
- Si n ≥ 3, alors, à nombre fini d'exceptions près et à isomorphisme près (sur certains corps finis en très basses dimensions), le groupe PO'(q) est simple, sauf si n = 4 et si q est hyperbolique.

#### Groupes simples
On a présenté ici des groupes simples (alors les hypothèses plus haut, et avec un nombre fini d'exceptions en très petite dimension et sur certains corps finis):
- PEL(E), égal à PSL(E) si D et commutatif;
- PEU(φ), égal à PSU(φ) si D est commutatif;
- PO'(q).

Dans les deux derniers cas, on suppose qu'il y a des vecteurs isotropes (φ(x, x) = 0 ou q(x) = 0). Cette hypothèse est nécessaire en général, et avec celle-ci, la liste des groupes classiques qui sont simples en tant que groupe abstrait est complète en caractéristique différente de 2, sur les corps algébriquement clos ou sur un corps fini. Il y a d'autres exemples de groupes classiques simples en caractéristique 2, qui font appel à la théorie des formes pseudoquadratiques, des fonctions définie sur l'espace vectoriel à valeurs dans un groupe quotient du corps de base, qui généralise les formes quadratiques (K = K/{0}).
Il y a aussi d'autres groupes classiques simples: 
- PSO(n), avec n = 3 ou n ≥ 5, lié à une forme bilinéaire symétrique définie positive sur Rn (produit scalaire euclidien);
- PU(n), avec n ≥ 2, lié à une forme hermitienne définie positive sur Cn (produit scalaire euclidien hermitien);
- PSp(n) = Sp(n)/{-1, 1}, avec n ≥ 1, lié à une forme hermitienne définie positive sur Hn (produit scalaire euclidien hermitien quaternionien).

Pour plus de détails, voir la section plus bas consacrée aux groupes de Lie classiques compacts.

### Groupe liés aux algèbres de Clifford
On note K un corps commutatif, E un espace vectoriel de dimension finie sur K et q une forme quadratique non dégénérée sur K (si la caractéristique de K est différente de 2, on peut remplacer dans ce qui suit q par sa forme bilinéaire symétrique associée).
- Sur l'algèbre de Clifford Cl(q) de q, il existe un unique antiautomorphisme σ dont le carré est l'identité et qui prolonge l'identité de E (E étant identifié à un sous-espace vectoriel de Cl(q)). L'algèbre de Clifford paire Cl0(q) de q est stable par σ, et on appelle conjugaison de Cl0(q) l'antiautomorphisme induit sur Cl0(q).
- L'ensemble des éléments inversible s de Cl(q) tels que sEs-1 = E (c'est-à-dire tels que sxs-1 appartient à E pour tout x dans E) est un sous-groupe du groupe des éléments inversibles de Cl(q). On l'appelle groupe de Clifford de q et on le note Γ(q). L'intersection de Cl0(q) et de Γ(q) est un groupe, que l'on appelle groupe de Clifford pair ou spécial de q et que l'on note Γ0(q) ou SΓ(q).
- On notant σ la conjugaison de Cl0(q), l'ensemble des éléments s de Γ0(q) tels que sσ(s) = 1 est un sous-groupe de Γ0(q), que l'on appelle groupe spinoriel ou groupe des spineurs de q et que l'on note Spin(q). Ce groupe est considéré comme un groupe classique.
- Pour tout élément s de Γ0(q), l'application x → sxs-1 de E dans E est un élément de SO(q). On obtient ainsi un homomorphisme surjectif de Γ0(q) sur SO(q) dont le noyau est K*, et on l'appelle représentation vectorielle de Γ0(q).
- Si on note ρ la représentation vectorielle de Γ0(q), alors ρ(Spin(q)) = O'(q) (groupe orthogonal réduit de q défini plus haut), et on obtient ainsi un homomorphisme surjectif de Spin(q) sur O'(q), de noyau {-1, 1} (qui est donc un isomorphisme si la caractéristique de K est 2).
- Soit V un espace vectoriel de dimension finie sur le corps H des quaternions et φ une forme sesquilinéaire antihermitienne non dégénérée sur V par rapport à la conjugaison de H. On peut aussi définir le groupe spinoriel de φ, noté aussi Spin(φ), mais on doit généraliser la théorie des algèbres de Clifford paires.

### Groupe de similitudes

#### Groupe des similitudes
Soit D un corps, J un antiautomorphisme de D tel que J² est l'identité de D, E un espace vectoriel de dimension finie non nulle sur D, φ une forme sesquilinéaire non dégénérée sur E relativement à J, qui est hermitienne ou antihermitienne (voir plus haut pour la terminologie).
- On appelle similitude de φ tout élément f de GL(E) tel qu'il existe un élément non nul a de D tel que φ(f(x), f(x)) = aφ(x, y) quels que soient les éléments x et y de E, et il existe alors une unique tel élément a de D. On l'appelle multiplicateur de f et on le note μ(f). Alors μ(f) appartient au centre de D et on a J(μ(f)) = μ(f). (Si K est le corps des nombres réels et si φ est un produit scalaire (c'est-à-dire si φ est une forme bilinéaire symétrique définie positive), alors les similitudes de φ ne sont autres que les similitudes usuelles.)
- L'ensemble des similitudes de φ est un sous-groupe de GL(E), que l'on note GU(φ) (pour groupe général unitaire).
- L'application de GU(φ) dans D* qui à tout élément de GU(φ) associe son multiplicateur est un homomorphisme de groupes dont le noyau est U(φ), et donc U(φ) est un sous-groupe distingué de GU(φ).
- Si la dimension de E est supérieure à 2, alors GU(φ) est le groupe des éléments de f de GL(E) qui préservent la relation d'orthogonalité définie par φ (si φ(x, y) = 0, alors φ(f(x), f(y)) = 0).
- On note PGU(φ) le sous-groupe de PGL(E) qui est le quotient de GU(φ) par le groupe des homothéties de E dont le rapport est un élément non nul du centre de E.
- Si D est un corps commutatif de caractéristique différente de 2 et si φ est une forme bilinéaire symétrique (resp. alternée), on  note GO(φ) (resp. GSp(φ)) (pour groupe général orthogonal (resp. symplectique) le groupe GU(φ) et on note PGO(φ) (resp. PGSp(φ)) le groupe PGU(φ).
- Si D est le corps H des quaternions et si φ est une forme hermitienne (resp. antihermitienne) pour la conjugaison de H, le groupe PGU(φ) est noté PGSp(φ) (resp. PGO(φ)).
- On suppose que D est un corps commutatif K et soit q une forme quadratique non dégénérée sur E. On appelle similitude de q tout élément f de GL(E) tel qu'il existe un élément non nul a de K tel que q(f(x)) = aq(x) pour tout élément x de E. Alors a est uniquement déterminé par f, et on l'appelle multiplicateur de f. L'ensemble des similitudes de q est un sous-groupe de GL(E), que l'on note GO(q). Les propriétés de GU(φ) s'étendent à GO(q), sauf la caractérisation en termes de relation d'orthogonalité. Si la caractéristique de K est différente de 2, alors les similitudes de q ne sont autres que les similitudes de la forme bilinéaire symétrique associée à q.
- Après certaines précautions si la caractéristique de D est 2 ou en dimension 1, les groupes PGU(φ) et PGO(q) sont qualifiés de classiques.

#### Groupe des similitudes spéciales
- On note K un corps commutatif de caractéristique différente de 2. On note E un espace vectoriel de dimension paire 2p, q une forme quadratique non dégénérée sur E et φ la forme bilinéaire symétrique (non dégénérée) associée à q. Alors l'ensemble des éléments f de GO(q) = GU(φ) tels que det f = μ(f)p est un sous-groupe distingué de GO(q), que l'on note GSO(q) ou GO+(q) (on peut aussi remplacer q par φ dans les notations). Ses éléments sont des similitudes, dites spéciales ou directes ou propres. De plus SO(q) est un sous-groupe distingué de GO(q). On note PGSO(q) ou PGO+(q) le sous-groupe GSO(q)/K* de PGO(q). Le groupe PGSO(q) est qualifié de classique. Pour étendre la définition de ce groupe aux corps de caractéristique 2, on doit changer la définition de ce groupe (en une définition équivalente) et utiliser les algèbres de Clifford.
- Soit E un espace vectoriel de dimension finie n sur le corps H des quaternions de Hamilton et φ une forme sesquilinéaire non dégénérée sur E qui est antihermitienne pour la conjugaison de H (φ est déterminé par une isométrie près par n). On rappelle que les groupes GU(φ) et PGU(φ) sont notés GO(φ) et PGO(φ). On dit qu'une similitude de φ (c'est-à-dire un élément du groupe GO(φ)) est spéciale, directe ou propre si detC f = μ(f)n, où μ(f) désigne le multiplicateur de f et detC f désigne le déterminant de f considéré comme endomorphisme de l'espace vectoriel complexe sous-jacent à E (par restriction du corps des scalaires). L'ensemble des similitudes spéciales de φ est un sous-groupe de GO(φ), que l'on note GSO(φ) ou GO+(φ). Le sous-groupe GSO(φ)/R* de PGL(E) = GL(E)/R* est noté PGSO(φ) ou PGO+(φ). Les groupes PGSO(φ) et PGO(φ) sont qualifiés de classiques.

### Groupe d'automorphismes semi-linéaires

#### Groupe des automorphismes semi-linéaires
Soient D un corps et E un espace vectoriel de dimension finie non nulle sur D. 
- On appelle automorphisme semi-linéaire de E tout automorphisme de groupe f du groupe additif E tel qu'il existe un automorphisme de corps σ de D tel que f(ax) = σ(a)f(x), et il existe alors un unique tel automorphisme de D, et il est dit associé à f.
- L'ensemble des automorphismes semi-linéaires de E est un sous-groupe du groupe des bijections de E sur E, et on le note ΓL(E). L'application de ΓL(E) dans Aut(D) qui à un élément de ΓL(E) associe l'automorphisme de D associé est un homomorphisme surjectif de noyau GL(E), et ainsi GL(E) est un sous-groupe distingué de ΓL(E). De plus le groupe des homothéties H de E (canoniquement isomorphe à D*) est un sous-groupe distingué de ΓL(E), et on note PΓL(E) le groupe ΓL(E)/D*. Le groupe PΓL(E) est parfois qualifié de classique.
- Si la dimension de E est supérieure ou égale à 3, PΓL(E) agit fidèlement sur l'espace projectif P(E), et PΓL(E) s'identifie au groupe des bijections de P(E) sur P(E) qui envoie toute droite projective de P(E) sur une droite projective (c'est donc le groupe des automorphismes de l'espace projectif au sens de la géométrie d'incidence).

#### Groupe des semi-similitudes
Soient D un corps et E un espace vectoriel de dimension finie non nulle sur D. On suppose qu'il existe une forme sesquilinéaire hermitienne ou antihermitienne non dégénérée φ sur E relativement à un antiautomorphisme J de D tel que J² est l'identité de D (voir plus haut pour les définitions). 
- On appelle semi-similitude de φ tout élément f de ΓL(E) tel que, si on note σ l'automorphisme de D associé à f, il existe un élément non nul a de D tel que φ(f(x), f(y)) = σ(φ(x, y))a quels que soient x et y dans E. L'ensemble des semi-similitudes de φ est un sous-groupe de ΓL(E), que l'on note ΓU(φ). On note PΓU(φ) le sous-groupe ΓU(φ)/D* de PΓL(E). Avec certaines précaussions en caractéristique 2 et en dimension 1, le groupe PΓU(φ) est parfois qualifié de classique. On a GU(φ) = ΓU(φ) ∩ GL(E) et PGU(φ) = PΓU(φ) ∩ PGL(E).
- On suppose que D est un corps commutatif K et soit q une forme quadratique non dégénérée sur E. On appelle semi-similitude de q tout élément f de ΓL(E) tel que, si on note σ l'automorphisme de K associé à f, il existe un élément non nul a de K tel que q(f(x)) = aσ(q(x)) pour tout x dans E. L'ensemble des semi-simlitudes de q est un sous-groupe de ΓL(E), que l'on note ΓO(q). Les propriétés de ΓU(φ) s'étendent à ΓO(q).
- Si la dimension de E est supérieure à 2, alors ΓU(φ) est le groupe des éléments de ΓL(E) qui préservent la relation d'orthogonalité définie par φ (si φ(x, y) = 0, alors φ(f(x), f(y) = 0).

### Groupe de transformations affines ou semi-affines
Soient D un corps (commutatif ou non), E un espace vectoriel de dimension finie sur D et X un espace affine attaché à E. On va ici généraliser les groupes que sont le groupe affine (lié au groupe linéaire) et le groupe des isométries d'un espace euclidien (lié au groupe orthogonal).
- L'ensemble des bijections f de X sur X telles qu'il existe un élément u de ΓL(E) (entièrement déterminé par f) tel que, pour tout point x de E et pour tout vecteur v de E, f(x + v) = f(x) + u(v) est un groupe pour la composition des applications. On le note AΓL(X). Pour tout élément f, on note L(f) l'élément u de ΓL(E) associé à f, et l'automorphisme de D associé à u est dit associé à f.
- Le groupe affine GA(X) de X n'est autre que le groupe des éléments de AΓL(X) dont l'automorphisme de D associé est l'identité, et alors GA(X) est un sous-groupe distingué de AΓL(X)
- Si la dimension de X est supérieure à 2, alors AΓL(X) est le groupe des bijections f de X sur X telle que f et f -1 envoient toute droite affine de X sur une droite affine de X et qui envoie toute paire de droites parallèles de X sur une paire de droites parallèles de X (cette dernière condition n'est nécessaire que si D est un corps à deux éléments). AΓL(X) est alors le groupe des automorphismes de l'espace affine, au sens de la géométrie d'incidence.
- L'application f → L(f) de AΓL(X) dans ΓL(E) (resp. GA(X) dans GL(E)) est un homomorphisme de groupes surjectif dont le noyau est le groupe T des translations de X, qui est alors un sous-groupe distingué de AΓL(X) (resp. GA(X). En fait, pour tout sous-groupe G de ΓL(E) (resp. GL(E)), l'ensemble des éléments f de AΓL(X) (resp. GA(X)) tels que L(f) appartient à G est un sous-groupe H de AΓL(X) (resp. GA(X), et si G est un des groupes vus plus haut, le sous-groupe de AΓL(X) (resp. GA(X)) obtenu est lié à ce groupe. Plusieurs des propriétés de H (et sa géométrie) dépendent de G (et de la géométrie de G).
- Par exemple, si K est le corps R des nombres réels, et si G est le O(φ) ou GO(φ) pour un produit scalaire euclidien φ sur E, alors le sous-groupe de GA(X) obtenu est le groupe des isométries (affines) ou le groupe des similitudes (affines) de l'espace affine euclidien (X, φ). Dans le premier cas, c'est le groupe des bijections qui préservent la distance euclidienne, et dans le second cas, c'est le groupe des bijections qui préservent l'angle (non orienté) des droites sécantes.

## Groupes de Lie classiques
En théorie des groupes de Lie simples (réels ou complexes), il y a des théorèmes de classification, et à de tels groupes de Lie sont associés un diagramme, dit de Dynkin. Les groupes de Lie simples dont le diagramme de Dynkin est de type {\displaystyle A_{n}}, {\displaystyle B_{n}}, {\displaystyle C_{n}} ou {\displaystyle D_{n}} (pour n un entier naturel non nul). Les autres (ceux de type 
{\displaystyle E_{6}}, {\displaystyle E_{7}}, {\displaystyle E_{8}}, {\displaystyle F_{4}} et {\displaystyle G_{2}}) sont dits exceptionnels.
Ces groupes sont tous (localement du moins) connus.

### Groupes de Lie simples compacts et complexes classiques
Les groupes de Lie simples compacts classiques et les groupes de Lie complexes classiques sont explicitement tous connus. Pour chacune de ces deux sortes de groupes de Lie et pour chacun des diagramme de Dynkin, il y a un seul (à isomorphisme près) qui est simplement connexe et un seul qui est de type adjoint, c'est-à-dire dont le centre est réduit à 1. Pour chacune des lignes, le premier groupe est simplement connexe, le second est de type adjoint et, s'il y a lieu, le troisième est le groupe de matrices correspondant. Les restrictions sur n sont faites de telle sorte qu'il n'y a pas de redondance.
Les groupes de Lie simples compacts classiques sont (localement):
- Type {\displaystyle A_{n}}: SU(n + 1) et PU(n + 1), pour n ≥ 1;
- Type {\displaystyle B_{n}}: Spin(2n + 1) et SO(2n + 1), pour n ≥ 2;
- Type {\displaystyle C_{n}}: Sp(n) et PSp(n), pour n ≥ 3;
- Type {\displaystyle D_{n}}: Spin(2n), PSO(n) et SO(2n), pour n ≥ 4.

Ces groupes sont liés à des  géométries non euclidiennes elliptiques sur les R, C et H.
On a des isomorphismes:
- SO(3) ≅ PU(2) ≅ PSp(1) et Spin(3) ≅ SU(2) ≅ Sp(1) ≅ S3
- PSO(4) ≅ PU(2) × PU(2) ≅ PSp(2) × PSp(2) et Spin(4) ≅ SU(2) × SU(2) ≅ Sp(1) × Sp(1) ≅ S3 × S3;
- SO(5) ≅ PSp(2) et Spin(5) ≅ Sp(2);
- PSO(6) ≅ PU(4) et Spin(6) ≅ SU(4).

Les groupes de Lie simples complexes classiques sont (localement):
- Type {\displaystyle A_{n}}: SL(n + 1, C) et PSL(n + 1, C), pour n ≥ 1;
- Type {\displaystyle B_{n}}: Spin(2n + 1, C) et SO(2n + 1, C), pour n ≥ 2;
- Type {\displaystyle C_{n}}: Sp(2n, C) et PSp(2n, C), pour n ≥ 3;
- Type {\displaystyle D_{n}}: Spin(2n, C), PSO(2n, C) et SO(2n, C), pour n ≥ 4.

Ces groupes sont liés à la géométrie projective complexe, à la géométrie des quadriques projectives complexes et à la géométrie des formes bilinéaires alternées complexes.
On a des isomorphismes:
- SO(3, C) ≅ PSL(2, C) = PSp(2, C) et Spin(3, C) ≅ SL(2, C) = Sp(2, C);
- PSO(4, C) ≅ PSL(2, C) × PSL(2, C) et Spin(4, C) ≅ SL(2, C) × SL(2, C);
- SO(5, C) ≅ PSp(4, C) et Spin(5, C) ≅ Sp(4, C);
- PSO(6, C) ≅ PSL(4, C) et Spin(6, C) ≅ SL(4, C).

### Groupes de Lie classiques en général

#### Familles de groupes classiques
Il y a dix grandes familles de groupes de Lie classiques (simples ou non, connexes ou non). Par commodité, on a écrit les groupes en coordonnées. Voir plus bas pour la signification de ces groupes.
- Type A
  - GL(n, C), SL(n, C)  et PGL(n, C) =PSL(n, C) liés aux espaces vectoriels complexes de dimension n.
  - GL(n, R), SL(n, R), PGL(n, R) et PSL(n, R) liés aux espaces vectoriels réels de dimension n.
  - GL(n, H), SL(n, H) et PGL(n, H) =PSL(n, H) liés aux espaces vectoriels de dimension n sur le corps H des quaternions. Les deux premiers groupes sont notés aussi U*(2n) et SU*(2n).
  - U(p, q) et  SU(p, q) et le PU(p, q) = PSU(p, q), liés aux formes sesquilinéaires hermitiennes de signature (p, q) sur un espace vectoriel complexe.
- Type B et D
  - O(n, C), SO(n, C), PO(n, C) et PSO(n, C), liés aux formes quadratiques complexes en dimension n.
  - O(p, q), SO(p, q), PO(p, q), PSO(p, q), SO0(p, q) et PSO0(p, q) (les deux derniers groupes sont les composantes neutres des groupes O(p, q) et PO(p, q)), liés aux formes quadratiques réelles de signature (p, q).
  - O(n, H) et PO(n, H) = O(n, H)/{-1, 1}, liés aux formes sesquilinéaires antihermitiennes sur les espaces vectoriels de dimension n sur H. O(n, H) est parfois noté SO*(2n).
- Type C
  - Sp(2n, C) et PSp(2n, C), liés aux formes bilinéaires alternées complexes en dimension 2n.
  - Sp(2n, R) et PSp(2n, R), , liés aux formes bilinéaires alternées réelles en dimension 2n.
  - Sp(p, q) et PSp(p, q) = Sp(p, q)/{-1, 1}, liés aux formes sesquilinéaires hermitiennes de signature (p, q) sur les espaces vectoriels sur H.

Dans cette liste les formes bilinéaires et sesquilinéaires sont non dégénérées, et les propriétés qu'on leur donne les caractérisent à un isomorphisme près. 
Le premier groupe de chaque ligne, à partir de la quatrième, est le groupe des automorphismes du groupe linéaire de l'espace vectoriel qui laissent invariante la forme bilinéaire symétrique ou alternée ou sesquilinéaire hermitienne ou antihermitienne φ dont il est question (c'est-à-dire le groupe des automorphismes f de l'espace vectoriel tels que φ(f(x), f(y)) = φ(x, y) quels que soient les vecteurs x et y). S'il y a lieu, le second groupe de ces lignes est le groupe des éléments du premier groupe dont le déterminant est égal à 1 (dans le cas du corps des quaternions, on prend le déterminant dans l'espace vectoriel complexe (ou réel, au choix) sous-jacent). Par exemple, O(p, q) le groupe des éléments de GL(p + q, R) laissant invariante une forme quadratique de signature (p, q) et SO(p, q) est le groupe des éléments de O(p, q) de déterminant 1.
Ces groupes et les groupes qui leur sont liés (groupes affines, groupes projectifs, etc.) sont les groupes de toutes les géométriques classiques sur R, C et H: géométries affine, projective, euclidienne et non euclidiennes (sphérique, conforme, elliptique et hyperbolique), projectives symplectiques et la géométrie des quadriques projectives complexes. C'est une des théories les plus riches des mathématiques.

#### Classification et isomorphismes en basses dimensions
Les groupes de Lie réels simples non sous-jacents à des groupes de Lie complexes et dont le centre est réduit à un élément (ils sont simples en tant que groupe abstrait) sont les suivants:
- PSL(n, R), avec n ≥ 2;
- PSL(n, H), avec n ≥ 1;
- PU(p, q), avec p + q ≥ 2, p ≥ q;
- SO0(p, q), avec p + q ≥ 3 impair, p ≥ q et (p, q) différent de (3, 1);
- PSO0(p, q), avec p + q ≥ 4 pair, p ≥ q et (p, q) différent de (4, 0) et de (2, 2);
- PO(n, H), avec n ≥ 3;
- PSp(2n, R), avec n ≥ 1;
- PSp(p, q), avec p + q ≥ 1 et p ≥ q.

En plus des isomorphismes entre groupes de Lie compacts vus plus haut, on a là aussi des isomorphismes:
- PSL(1, H) = PSp(1) et SL(1, H) = Sp(1);
- SO0(2, 1) ≅ PSL(2, R) = PSp(2, R) ≅ PU(1, 1);
- PSO0(2, 2) ≅ PSL(2, R) × PSL(2, R) (groupe non simple);
- PSO0(3, 1) = PSO(3, 1) ≅ PSL(2, C) (groupe de Lie sous-jacent à un groupe de Lie complexe);
- SO0(3, 2) ≅ PSp(4, R);
- SO0(4, 1) ≅ PSp(1, 1);
- PSO0(3, 3) ≅ PSL(4, R);
- PSO0(4, 2) ≅ PU(2, 2);
- PSO0(5, 1) = PSO(5, 1) ≅ PSL(2, H);
- PO(2, H) ≅ PSL(2, R) × PU(2) (groupe non simple);
- PO(3, H) ≅ PU(3, 1);
- PSO0(6, 2) ≅ PO(4, H).

Mentionnons aussi qu'on a des isomorphismes entre certains groupes commutatifs (dont non semi-simples): PSO0(1, 1) ≅ SO0(1, 1) ≅ R, SO(2) ≅ PSO(2) ≅ PO(1, H) ≅ O(1, H) ≅ U(1) ≅ U (groupe des nombres complexes de module 1).

## Groupes algébriques classiques
Comme pour les groupes de Lie, à chaque groupe algébrique absolument simple sur un corps commutatif K est associé un diagramme de Dynkin, et ceux dont le diagramme est de type {\displaystyle A_{n}}, {\displaystyle B_{n}}, {\displaystyle C_{n}} ou {\displaystyle D_{n}} (pour n un entier naturel non nul) sont dits classiques. Les autres (ceux de type {\displaystyle E_{6}}, {\displaystyle E_{7}}, {\displaystyle E_{8}}, {\displaystyle F_{4}} et {\displaystyle G_{2}}) sont dits exceptionnels.

### Cas d'un corps algébriquement clos
On suppose que le corps K est algébriquement clos. Les groupes algébriques simples classiques sur K sont analogues aux groupes de Lie simples complexes classiques (à une isogénie près). Pour chacun des types, il y a un seul qui soit simplement connexe (au sens de la théorie des groupes algébriques) et un seul qui soit de type adjoint (c'est-à-dire dont le centre est réduit à 1). On les énumère ici. Pour chacune des lignes, le premier groupe est simplement connexe, le second est de type adjoint et, s'il y a lieu, le troisième est de le groupe de matrices correspondant. Les voici :
- Type {\displaystyle A_{n}} : SL(n + 1, K) et PSL(n + 1, K) = PGL(n + 1, K), pour n ≥ 1;
- Type {\displaystyle B_{n}}: Spin(2n + 1, K) et SO(2n + 1, K), pour n ≥ 2;
- Type {\displaystyle C_{n}}: Sp(2n, K) et PSp(2n, K) = PGSp(2n, K), pour n ≥ 3;
- Type {\displaystyle D_{n}}: Spin(2n, K), PSO(2n, K) = PGSO(2n, K) et SO(2n, K), pour n ≥ 4.

Voir la section consacrée aux groupes de similitudes pour les définitions de PGSp(2n, K) et de PGSO(2n, K).
Ces groupes sont liés aux géométries des espaces projectifs, des quadriques projectives et des formes bilinéaires alternées sur K.
On a des isomorphismes en basses dimensions:
- SO(3, K) ≅ PSL(2, K) = PSp(2, K) et Spin(3, K) ≅ SL(2, K) = Sp(2, K);
- PSO(4, K) ≅ PSL(2, K) × PSL(2, K) et Spin(4, K) ≅ SL(2, K) × SL(2, K);
- SO(5, K) ≅ PSp(4, K) et Spin(5, K) ≅ Sp(4, K);
- PSO(6, K) ≅ PSL(4, K) et Spin(6, K) ≅ SL(4, K).

### Cas général
On suppose que K est un corps commutatif quelconque. Il y a aussi des groupes algébriques classiques sur K. Les principaux
sont les suivants (simples ou non, connexes ou non):
- GL(E), SL(E) et PGL(E), si D est corps de dimension finie sur son centre K (ce qui est le cas si D = K est commutatif) et si E est un espace vectoriel de dimension finie non nulle sur D.
- O(q), SO(q), PGO(q) et PGSO(q), Spin(q)

où q est une forme quadratique non dégénérée sur un espace vectoriel E sur K;
- Sp(φ) et PGSp(φ), où φ est une forme bilinéaire alternée non dégénérées sur un espace vectoriel E sur K.
- Avec certaines précaution si la caractéristique de K est 2, U(φ), SU(φ) et PGU(φ),  si D est un corps de dimension finie sur son centre, si J est un antiautomorphisme de D dont le carré est l'identité de D, si K est le corps des éléments a du centre de D tels que J(a) = a, et si φ est une forme sesquilinéaire non dégénérée sur E qui hermitienne ou antihermitienne. (Voir plus haut pour les définitions. La définition de SU(φ) si D est non commutatif utilise la théorie des algèbres centrales simples.)

Pour les définitions de PGO(q), PGSO(q), PGSp(φ) et PGU(φ), voir plus haut la section sur les groupes de similitudes. 
Les groupes PSL(E), PO(q), PSO(q), PSp(φ) et  PU(φ) ne sont pas, en général, les groupes des points rationnels sur K de groupes algébriques sur K. Par contre, c'est le cas si K est algébriquement clos.

### Groupes algébriques classiques réels
Voici les principaux groupes algébriques classiques réels.
- Type A
  - GL(n, C), SL(n, C)  et PGL(n, C) liés aux espaces vectoriels complexes de dimension n.
  - GL(n, R), SL(n, R), PGL(n, R) liés aux espaces vectoriels réels de dimension n.
  - GL(n, H), SL(n, H) et PGL(n, H) liés aux espaces vectoriels de dimension n sur le corps H des quaternions.
  - U(p, q) et  SU(p, q) et le PGU(p, q), liés aux formes sesquilinéaires hermitiennes de signature (p, q) sur un espace vectoriel complexe.
- Type B et D
  - O(n, C), SO(n, C), PGO(n, C), PGSO(n, C) (ici n est pair) et Spin(n, C) liés aux formes quadratiques complexes en dimension n.
  - O(p, q), SO(p, q), PGO(p, q), PGSO(p, q) (ici p + q est pair) et Spin(p, q) liés aux formes quadratiques réelles de signature (p, q).
  - O(n, H), PGO(n, H), PGSO(n, H) et Spin(n, H), liés aux formes sesquilinéaires antihermitiennes sur les espaces vectoriels de dimension n sur H. (On peut définir le groupe spinoriel Spin(n, H) pour les formes antihermitiennes quaternioniennes.)
- Type C
  - Sp(2n, C) et PGSp(2n, C), liés aux formes bilinéaires alternées complexes en dimension 2n.
  - Sp(2n, R) et PGSp(2n, R), , liés aux formes bilinéaires alternées réelles en dimension 2n.
  - Sp(p, q) et PGSp(p, q), liés aux formes sesquilinéaires hermitiennes de signature (p, q) sur les espaces vectoriels sur H.

#### Classification et isomorphismes
On classifie ici les groupes algébriques absolument simples réels (c'est simples et non sous-jacents à des groupes algébriques simples complexes). Pour chacune des lignes, le premier est un groupe algébrique de type adjoint (c'est-à-dire dont le centre est trivial), le second est un groupe algébrique simplement connexe (au sens de la théorie des groupes algébriques, et non pas au sens de la théorie des groupes de Lie):
- PGL(n, R) et SL(n, R), avec n ≥ 2;
- PGL(n, H) et SL(n, H), avec n ≥ 1;
- PGU(p, q) et SU(p, q), avec p + q ≥ 2, p ≥ q;
- SO(p, q) et Spin(p, q), avec p + q ≥ 3 impair, p ≥ q et (p, q) différent de (3, 1);
- PGSO(p, q) et Spin(p, q), avec p + q ≥ 4 pair, p ≥ q et (p, q) différent de (4, 0) et de (2, 2);
- PGSO(n, H) et Spin(p, q), avec n ≥ 3;
- PGSp(2n, R) et Sp(2n, R), avec n ≥ 1;
- PGSp(p, q) et Sp(p, q), avec p + q ≥ 1 et p ≥ q.

En basses dimensions, on a des isomorphismes entre groupes algébriques réels classiques de type adjoint (dont le centre est trivial) et entre groupes algébriques simplement connexes:
- PGL(1, H) = PGSp(1) et SL(1, H) = Sp(1);
- SO(2, 1) ≅ PGL(2, R) = PGSp(2, R) ≅ PGU(1, 1), Spin(2, 1) ≅ SL(2, R) = Sp(2, R)
- PGSO(2, 2) ≅ PGL(2, R) × PGL(2, R), Spin(2, 2) ≅ SL(2, R) × SL(2, R) (groupe non simple);
- PGSO(3, 1) ≅ PGL(2, C), Spin(3, 1) ≅ SL(2, C) (groupes algébriques réels non absolument simples);
- SO(3, 2) ≅ PGSp(4, R), Spin(3, 2) ≅ Sp(4, R);
- SO(4, 1) ≅ PGSp(1, 1) et Spin(4, 1) ≅ Sp(1, 1);
- PGSO(3, 3) ≅ PGL(4, R) et Spin(3, 3) ≅ SL(4, R);
- PGSO(4, 2) ≅ PGU(2, 2) et Spin(4, 2) ≅ SU(2, 2);
- PGSO(5, 1) ≅ PGL(2, H) et Spin(5, 1) ≅ SL(2, H);
- PGSO(2, H) ≅ PGL(2, R) × PGU(2), Spin(2, H) ≅ SL(2, R) × SU(2) (groupe non simple);
- PGSO(3, H) ≅ PGU(3, 1), Spin(3, H) ≅ SU(3, 1);
- PGSO(6, 2) ≅ PGSO(4, H), Spin(6, 2) ≅ Spin(4, H).

## Groupes finis simples classiques

### Groupes sur un corps fini
Soient K un corps fini (qui est alors déterminé à isomorphisme près par le nombre d'éléments de K) et E un espace vectoriel de dimension finie n ≥ 2 sur K. 
- On suppose que n est impaire et que la caractéristique de K est différente de 2. Si on note q une forme quadratique non dégénérée sur E, les groupes O(q), SO(q) et Ω(q) ne dépendant, à un isomorphisme près, que du nombre d'éléments de K et de n, et sont alors notés, O(n, K), SO(n, K) et Ω(n, K).
- On suppose que n = 2p est pair et soit q une forme quadratique non dégénérée sur E et soit ν l'identice de Witt de q, c'est-à-dire le plus grand entier naturel k tel qu'il existe un sous-espace vectoriel de dimension k de E sur lequel q est identiquement nul. Alors ν = p ou ν = p - 1 (les deux cas se présentent effectivement). Alors les groupes O(q), SO(q), PO(q), PSO(q), Ω(q) et PΩ(q) ne dépendant, à un isomorphisme près, que du nombre d'éléments de K, de n et de ν, et alors, si n = 2ν (resp. n = 2ν + 2), on le note O(n, K),SO(n, K), etc. (resp. 2O(n, K), 2SO(n, K)), etc.).
- Pour toute forme bilinéaire alternée non dégénérée φ sur E (et alors n est pair), les groupes Sp(φ) et PSp(φ) ne dépendent, à isomorphisme près, que du nombre d'éléments K et de n, et on les note Sp(n, K) et PSp(n, K).
- Il existe un plus un automorphisme de corps σ de K qui est involutif, et alors, si on note φ une forme sesquilinéaires φ sur E relativement à σ qui est hermitienne, les groupes U(φ), SU(φ), PU(φ) et PSU(φ) ne dépendant, à un isomorphisme près, que du nombre d'éléments de K (qui est un carré) et de n, et ces groupes sont alors notés, U(n, K), SU(n, K), etc.

### Groupes finis simples classiques
Parmi les groupes (abstraits) finis simples, il y a ceux qui sont dits classiques. Ce sont les suivants (avec quelques exceptions isolées) :
- PSL(E), où E est un espace vectoriel de dimension finie supérieure ou égale à 2 sur un corps fini ;
- PSU(φ), où φ est une forme sesquilinéaire hermitienne non dégénérée sur un espace vectoriel de dimension finie supérieure ou égale à 2 sur une extension quadratique d'un corps fini (φ est sesquilinéaire par rapport à la conjugaison de cette extension).
- Ω (q), où q est une forme quadratique non dégénérée sur un espace vectoriel de dimension finie impaire supérieure ou égale à 5 sur un corps fini (Ω (q) est le groupe dérivé de O(q)).
- PΩ (q), où q est une forme quadratique non dégénérée sur un espace vectoriel de dimension finie paire supérieure ou égale à 10 sur un corps fini (PΩ (q) est le groupe dérivé de PO(q)).
- PSp(φ), où φ est une forme bilinéaire alternée non dégénérée sur un espace vectoriel de dimension finie paire supérieure ou égale à 6.

Parmi les groupes finis simples, il y a aussi les groupes cycliques (finis) d'ordre premier et les groupes alternés. Il y a aussi ceux qui sont dits exceptionnels. Ceux qui sont classiques et exceptionnels sont liés aux groupes de Lie simples complexes. Les autres sont dits sporadiques.

### Isomorphismes en basses dimensions
Soient K un corps fini et p le nombre d'éléments de K. Alors le groupe est isomorphe au corps fini Fp. On a des isomorphismes en basses dimensions (avec les notations utilisées plus haut) :
- Ω(3, Fp) ≅ PSL(2, Fp) = PSp(2, Fp) ≅ PSU(2, Fp2) (si p est impair);
- PΩ(4, Fp) ≅ PSL(2, Fp) × PSL(2, Fp);
- Ω(5, Fp) ≅ PSp(4, Fp) (si p est impair);
- PΩ(6, Fp) ≅ PSL(4, Fp);
- 2PΩ(4, Fp) ≅ PSL(2, Fp2);
- 2PΩ(6, Fp) ≅ PSU(4, Fp2).

## Étude des groupes classiques
Les groupes classiques sont (avec certains groupes finis) les groupes les plus étudiés et les plus connus en mathématiques, aussi bien du point de vue des groupes abstraits que des groupes de Lie et des groupes algébriques. De ces groupes, on connaît les groupes dérivés et les centres. On associe aussi à ces groupes (ou aux structures qui les déterminent) des groupes simples (qui sont aussi classiques). On a aussi déterminé les isomorphismes entre groupes. Phénomène remarquable, il y a souvent, en très basses dimensions, des isomorphismes entre groupes de familles différentes (par exemple PGL(2, C) est isomorphe à SO(2, C) et PU(2) est isomorphe à SO(3)). Sur des corps finis, on connaît les nombres d'éléments de ces groupes. On connaît aussi les représentations linéaires de ces groupes dans le cas des groupes de Lie et des groupes algébriques.
L'étude des groupes de Lie (classiques ou non) et des groupes algébriques (classiques ou non) en caractéristique nulle est intimement liée à l'étude de leur algèbre de Lie.
Aussi, on connaît bien la géométrie de ces groupes de Lie ou algébriques classiques. À ces groupes, on peut associer certains types d'espaces homogènes : les espaces (ou variétés) symétriques et les variétés de drapeaux généralisés. Les premiers sont liés aux automorphismes involutifs de ces groupes, et comptent parmi leurs rangs les espaces des géométries sphérique, elliptique et euclidienne. Les seconds sont liés aux sous-groupes paraboliques, et comportent parmi leurs rangs les espaces projectifs, les quadriques projectives et les sphères euclidiennes du point de vue conforme. En fait, la plupart des espaces des géométries classiques sont soit des espaces symétriques soit des variétés de drapeaux généralisés (ou leur sont liées).
Il y a aussi la théorie classique des invariants liés aux groupes algébriques classiques et leurs géométries. Cette théorie étudie les fonctions polynomiales ou rationnelles sur un espace vectoriel qui sont invariantes par l'action des groupes classiques. Les principales grandeurs des géométriques classiques (distances, angles non orientés, volumes, birapports, etc.) sont essentiellement de nature polynomiale ou rationnelle : les normes euclidiennes (liées aux distances euclidiennes) ne sont pas polynomiales, mais le deviennent si on les élève au carré (et sont alors des formes quadratiques). En principe, on connaît tous les invariants des groupes classiques et toutes les relations algébriques entre eux. La géométrie classique peut être présentée comme étant l'étude de ces invariants, et donc, en ce sens, elle est en principe connue (il reste alors à traduire le tout en un langage commode).